# Paratephritis incomposita
Paratephritis incomposita är en tvåvingeart som beskrevs av Munro 1957. Paratephritis incomposita ingår i släktet Paratephritis och familjen borrflugor. Inga underarter finns listade i Catalogue of Life.